# 奇恩塔马尼
奇恩塔马尼（Chintamani），是印度卡纳塔克邦Kolar县的一个城镇。总人口65456（2001年）。

## 人口
该地2001年总人口65456人，其中男性33829人，女性31627人；0—6岁人口8152人，其中男4167人，女3985人；识字率66.69%，其中男性为72.63%，女性为60.34%。